# قائمة البعثات الدبلوماسية في غينيا بيساو

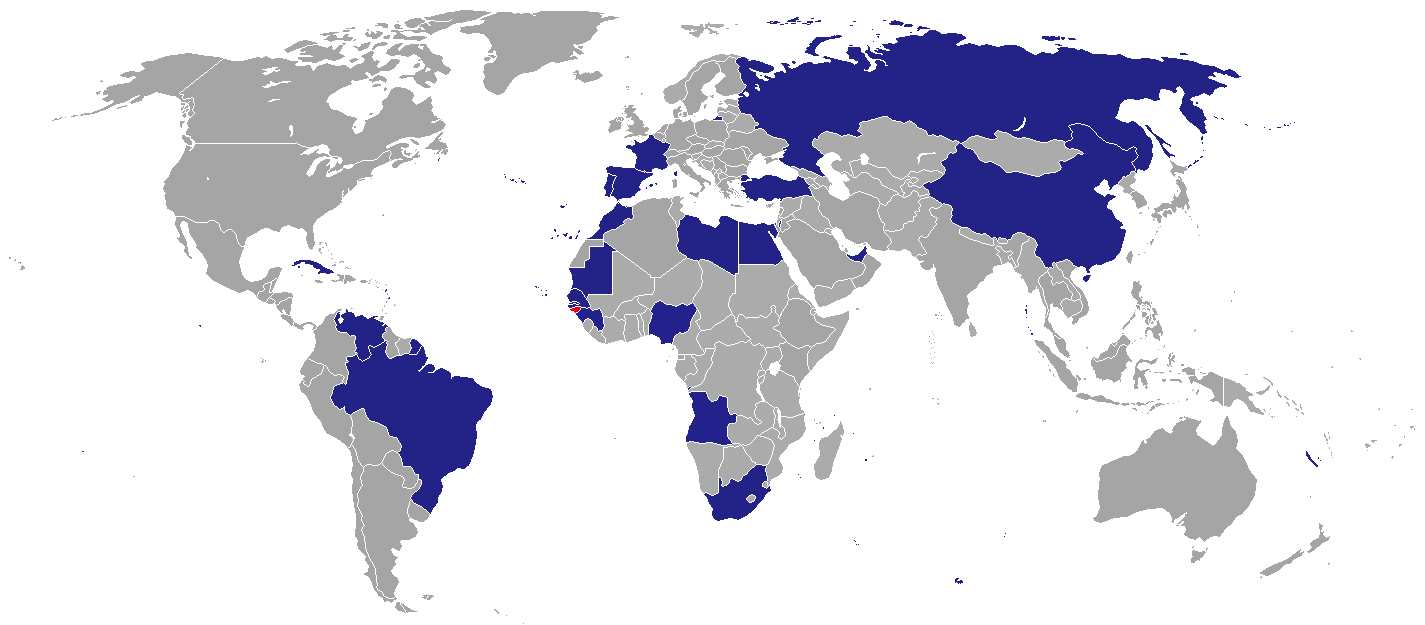
خريطة البعثات الدبلوماسية في غينيا بيساو

هذه «قائمة البعثات الدبلوماسية في غينيا بيساو». في الوقت الحاضر ، تستضيف عاصمة بيساو 17 سفارة. نظرًا لأن حكومة غينيا - بيساو لا تحتفظ بموقع رسمي على شبكة الإنترنت ولا نسخة إلكترونية من قائمتها الدبلوماسية ، فقد تم الحصول على معظم المعلومات الواردة في هذه الصفحة من المواقع الإلكترونية لوزارات خارجية البلدان المعنية ، وبالتالي يجب اعتبارها غير مكتملة في انتظار توافر قائمة رسمية.

## السفارات فيبيساو
- أنغولا
- البرازيل
- الرأس الأخضر
- الصين
- كوبا
- فرنسا
- غامبيا
- غينيا
- ليبيا
- المغرب[1]
- نيجيريا
- فلسطين
- البرتغال
- روسيا
- السنغال
- جنوب إفريقيا
- إسبانيا

## بعثات أخرى فيبيساو
- الاتحاد الأوروبي (وفد)
- ألمانيا (مكتب الاتصال)[2]
- الولايات المتحدة (مكتب الاتصال)[3]

## السفارات غير المقيمة المعتمدة لدى غينيا بيساو
مقيم في 
أبوجا، نيجيريا:
- الأرجنتين[4]
- فنلندا
- إيرلندا[5]
- سلوفاكيا[6]
- تنزانيا[7]

مقيم في كوناكري، غينيا:
- مصر
- إيران
- لبنان
- ماليزيا
- السعودية
- سيراليون
- الإمارات العربية المتحدة

مقيم في داكار، السنغال
- النمسا[8]
- بلجيكا[9]
- الكاميرون[10]
- كندا[11]
- ألمانيا[12]
- إندونيسيا
- الهند[13]
- إسرائيل[14]
- إيطاليا[15]
- العراق
- اليابان
- الكويت
- مالي[16]
- موريتانيا
- المغرب
- هولندا[17]
- نيكاراغوا
- عمان[18]
- بولندا
- رومانيا[19]
- سويسرا[20]
- تايلاند
- تركيا[21]
- المملكة المتحدة[22]
- الولايات المتحدة
- زمبابوي[23]

Resident in لشبونة، البرتغال:
- أستراليا[24]
- كرواتيا[25]
- الدنمارك[26]
- النرويج[27]
- الفلبين
- السويد[28]

مقيم في الرباط، المغرب
- البحرين
- اليونان[29]
- الأردن
- المكسيك[30]
- فيتنام

مقيم في مدن أخرى:
- أفغانستان (باريس)
- Czechia (أكرا)
- هايتي (باريس)
- كينيا (اكار)
- جزر المالديف (لندن)
- صربيا (الجزائر (مدينة))[31]
- اليمن (نواكشوط)

## السفارات السابقة
- كوريا الشمالية
- الولايات المتحدة
- السويد (أغلقت في 1999)[32]